# Єрах-Хюль
Єрах-Хюль, Евграф-Кая, Ієрах-Фоль-Каясі, Іограф-Кая, Іран-Фоль (грецьк. єранос, єрані — журавель або єрос — священний; грецьк. фоліа — гніздо, нора, берлога) — двоярусна скеля-стіна у верхній частині хребта Іограф. Тягнеться від цього хребта вздовж Ялтинської яйли. Біля її підніжжя — печера Іограф.